# Barriera linguistica
Una barriera linguistica è un ostacolo che interviene nel processo di comunicazione, dovuto principalmente all'uso di lingue diverse, dialetti o gerghi che il ricevente non è in grado di decodificare correttamente con la conseguenza di non comprendere o malintendere il messaggio che gli è stato inviato. Una barriera linguistica può formarsi anche fra soggetti che utilizzano un medesimo linguaggio, a causa di errori semantici o del differente significato attribuito a una parola in base alla diversa provenienza regionale dei soggetti che instaurano una comunicazione, oltre al fatto che è possibile incorrere in errori di sintassi.
L'esistenza di una barriera linguistica dovuta alla lingua straniera è una delle principali cause che ostacolano l'integrazione degli immigrati. Il burocratese e altri linguaggi settoriali possono rappresentare una barriera linguistica per la maggior parte delle persone che non possiedono competenze in certi specifici ambiti specialistici.

## Cause
Come già detto, una barriera linguistica è dovuta all'impossibilità di comprendere correttamente una parola o una frase. Tra le principali cause di ciò, a parte quella più ovvia dovuta alla non conoscenza o scarsa conoscenza di una lingua straniera, può esserci l'accento usato nella pronuncia, l'uso di parole scorrette o imprecise, l'uso di parole considerate offensive, i gerghi (scientifici, tecnici, ecc.), gli errori grammaticali e di pronuncia, e problemi semantici che possono portare a fraintendere il significato di una parola. Anche l'utilizzo di un linguaggio informale o colloquiale può costituire una barriera linguistica; bisogna inoltre prestare attenzione all'utilizzo di parole e frasi ambigue o vaghe, e a frasi considerate tabù per certi gruppi di persone.

## L'approccio delle lingue artificiali
Per tentare di ovviare alla barriera linguistica fra le varie nazioni del mondo sono state create delle lingue artificiali note come lingue ausiliari internazionali (ad esempio, l'esperanto, l'ido, l'interlingua, il volapük, il Glosa, ecc.). Un altro approccio più ristretto ha portato alla creazione delle cosiddette lingue zonali (ad esempio, l'interslavo e il Folkspraak) destinate ad essere usate nell'ambito di aree linguistiche o geografiche limitate.